# Lanová dráha Imperial
Podzemní lanová dráha Divadelní náměstí – Imperial je první z trojice pozemních lanových drah v Karlových Varech postavených začátkem 20. století. V celé své délce je vedena v tunelu. Od roku 1959 je nejstrmější českou pozemní lanovkou. Po istanbulském Tünelu jde o druhou nejstarší stále fungující tunelovou lanovku v Evropě.

## Historie
První dvě karlovarské lanovky zřídil a provozoval lord Westbury (provozovatelem byla jeho firma Karlovarské elektrické lanové dráhy Westbury). Koncese pro provoz dráhy k budoucímu hotelu Imperial byla vydána 16. listopadu 1906, lanovka byla budována v letech 1905–1907, zkolaudována byla 15. března 1907 a zprovozněna 18. května 1907 současně s restaurací Helenin dvůr u horní stanice. Dodavatelem byla švýcarská firma Gesselschaft der L. von Rolleschen Eisenwerke z Gerlafingenu. V následujících letech (do roku 1912) sloužila lanovka též k dopravě materiálu na stavbu hotelu Imperial.
Během první republiky provozovala lanovou dráhu (i hotel Imperial) společnost Helenin dvůr – hotel Imperial. Lanovka tak sloužila především lázeňským hostům, kteří bydleli v hotelu a sjížděli dolů k léčebným pramenům. Proto byla v provozu pouze v letní sezoně.
Po druhé světové válce lanovku převzalo město Karlovy Vary a provozovalo ji (opět pouze sezónně) přes Sdružený komunální podnik města Karlových Var. 1. října 1954 převzal dráhu nově vzniklý Dopravní podnik města Karlových Var, který v letech 1955–1957 provedl kompletní rekonstrukci a výměnu strojního zařízení (provoz byl tehdy přerušen). Po generální opravě byl roku 1957 zahájen celoroční provoz s kratším (desetiminutovým) intervalem. V roce 1961 byly dodány nové vozy, které nahradily původní dřevěné. Tentýž rok bylo uzavřeno lázeňské centrum pro automobilovou dopravu (včetně linek MHD). Městské autobusy tak od té doby musejí tuto oblast poměrně složitě objíždět a pro cestující z Divadelního náměstí je lepší vyjet nahoru lanovkou a tam přestoupit na autobus, než jet autobusem přímo z Divadelního náměstí. Lanová dráha byla při této příležitosti začleněna do systému karlovarské MHD a začal na ni platit stejný tarif jako v městských autobusech. Od 1. ledna 1976 byl zrušen původní Dopravní podnik města Karlovy Vary (úprava názvu v roce 1970) a lanovku i ostatní městskou hromadnou dopravu převzal národní podnik ČSAD Plzeň, dopravní závod Karlovy Vary. 
1. ledna 1981 byl kvůli špatnému technickému stavu na lanovce zastaven provoz (poslední pravidelní jízda se konala den předtím) a další existence dráhy byla nejistá. Nakonec byla v letech 1983–1985 provedena kompletní rekonstrukce lanovky polskou firmou Budimex. Provoz byl obnoven až 13. listopadu 1987, neboť dodávka nových vozů od polského výrobce tramvají Konstal Chorzów se opozdila. Na konci listopadu téhož roku byla lanová dráha opětovně začleněna do systému MHD. V letech 1992 a 1993 provozoval městskou dopravu včetně obou lanovek nově vzniklý závod ČSAD Plzeň, dopravní závod MHD Karlovy Vary, od roku 1993 pak nový městský dopravní podnik ČSAD MHD Karlovy Vary, který od roku 2001 nese název Dopravní podnik Karlovy Vary, a. s.
V roce 2003 byl obytný dům, v jehož přízemí se nachází dolní stanice lanovky, odprodán s věcným břemenem soukromému subjektu.

## Technické řešení
Pozemní tunelová lanová dráha vede z Divadelního náměstí na výšinu Helenin dvůr (německy Helenenhof), kde je dnes hotel Imperial a Libušina ulice. Šikmá (skutečná) délka dráhy je 127 m, vodorovná délka 114 m, maximální sklon 495 ‰ a výškový rozdíl 54 metrů (Divadelní náměstí – 381 m n. m., Imperial – 435 m n. m.), jízdní doba je 58 s (původně do roku 1955 84 s, do roku 1980 102 s). Rozchod kolejí je 1000 mm, dráha je jednokolejná s výhybnou uprostřed, od počátku měla elektrický pohon. 
Původně měla lanovka dva dřevěné vozy s otevřenými plošinami (výrobce Gesselschaft der L. von Rolleschen Eisenwerke). Kapacita byla 40 cestujících, vozy byly rozděleny do čtyř oddílů a dveře měly (stejně jako všechny následující vozy) pouze na levé straně při pohledu z dolní stanice. Vagóny dodané v roce 1961 (výrobce Tatra Smíchov) byly celokovové, uzavřené, s kapacitou 32 sedících cestujících. Nejednalo se o kompletní nové vozy, nýbrž pouze o nové vozové skříně, podvozky byly použity původní z roku 1907. Nové vozy z roku 1987 (výroba Konstal Chorzów) jsou identické s vagóny používanými na lanové dráze na Dianu a mají kapacitu 50 sedících cestujících.

## Současný provoz
Od roku 1961 je jízdní řád dráhy navázán na jízdní řád autobusových linek končících u horní stanice lanovky. Původně to byla linka č. 1, po obnovení provozu v listopadu 1987 linka č. 18, od roku 1999 linka č. 11, od roku 2001 linka č. 13. Lanová dráha je tarifně součástí karlovarské městské dopravy a platí na ní stejné jízdné. Jezdí celotýdenně v základním intervalu 15 minut. Po dobu každoroční pravidelné odstávky je zřizována náhradní autobusová doprava za lanovku, bývá označena písmenem L a bývá zajišťována prodlouženými spoji linky 13.
Vzhledem k dodávce léčivých pramenů přímo do hotelu Imperial a vzhledem k opětovnému obnovení autobusové dopravy do části lázeňského centra význam lanovky poklesl, ale u horní stanice je budováno velkokapacitní záchytné parkoviště, které lanovka výhodně propojuje s centrem města. 
Dopravní podnik uvažuje o zavedení provozu bez obsluhy, podobně jako tomu bývá u výtahů. Dosud tomu však brání legislativa.